# Lalique Group
Die Lalique Group SA mit Sitz in Zürich ist ein börsennotiertes Luxusgüterunternehmen, das auf Parfüms, Kosmetika, Kristallerie, Schmuck, hochwertige Möbel, Wohnaccessoires, Kunst, Gastronomie und Hotellerie sowie erlesene Spirituosen und Weine spezialisiert ist.

## Geschichte
Das Unternehmen wurde im Jahr 2000 von Silvio Denz gegründet und beschäftigt rund 810 Mitarbeitende. Lalique Group schloss das Geschäftsjahr 2018 mit einem Konzernergebnis von EUR 5,2 Mio. ab (2017: EUR 6,9 Mio.). Seit 25. Juni 2018 ist die Gruppe an der SIX kotiert. Zuvor war sie von September 2007 bis 22. Juni 2018 an der Berner Börse BX Berne eXchange kotiert (LLQ).

## Tätigkeitsgebiet
Lalique Group entwickelt, kreiert und vertreibt als Nischenplayer verschiedene Luxusgüter. Ursprünglich auf Parfüms und Kosmetika spezialisiert, erstrecken sich die Geschäftsfelder vermehrt auch auf Kristallerie und Schmuck. Der Abfüll- und Logistikbetrieb Lalique Beauty Services mit Hauptsitz in Ury (Frankreich), gehört seit Ende Januar 2013 zur Lalique Group. Der Betrieb ist in der Aufbereitung, Abfüllung und Verpackung von Parfüms und Kosmetika tätig.
Das Markenportfolio der Lalique Group umfasst die Marken:
- Lalique
- Jaguar Fragrances
- Parfums Grès
- Parfums Samouraï
- Bentley Fragrances
- Ultrasun
- The Glenturret
- Brioni Fragrances
- Superdry Fragrances
- Fabric Frontline
- Mikimoto Fragrances